# Goblin

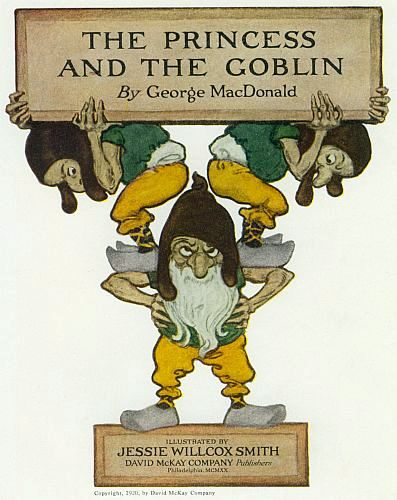
Titulní strana knihy George MacDonalda Princezna a skřítci, vydání z roku 1920, ilustrace od Jessie Willcox Smith

Goblin je šibalská či zlá bytost malého vzrůstu z anglického folklóru, podobná českým skřítkům či šotkům. Podobají se také různým anglickým domácím duchům jako je hob a brownie, případně zlovolným impům, ale i trpaslíkům a gnómům. Goblini se často objevují ve fantasy.

## Etymologie
Anglické goblin bylo poprvé zaznamenáno ve 14. století a je pravděpodobně odvozeno ze starofrancouzského gobelin, což je mimo jiné jméno ďábla či démona, který měl strašit v okolí normanského města Évreux. Může však také pocházet z německého kobold, starořeckého kobalos „darebák, lump“ nebo vlastního jména Gobel.
Z anglického goblin je pak odvozeno coblyn, označující podobnou bytost ve velšském folklóru. Varianty zápisu jsou gobblin, gobeline, gobling, goblyn a gobbelin.

## Místní jména
- Goblin – město, Newfoundland and Labrador, Kanada
- Goblin Ha' – podzemí ruiny Yester Castle, East Lothian, Spojené království
- Goblin Combe – údolí, North Somerset, Spojené království
- Goblin Valley State Park – státní park, Utah, USA

## Populární kultura

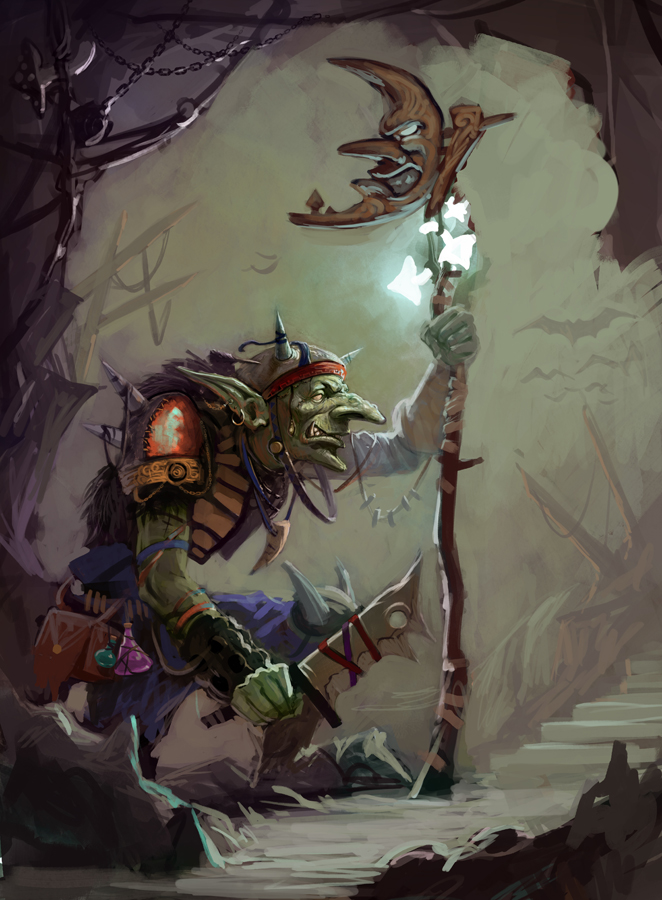
Fantasy goblin

- The Goblins, komedie sira Johna Sucklinga, 1638
- Goblin Market – poema Christiny Rosseti, 1859
- The Princess and the Goblin (Princezna a skřítci) – dětský román George MacDonalda, 1872
- Davy and the Goblin – fantasy román Charlese E. Carryla, 1884

### Moderní fantasy
Goblin se objevuje už v Tolkienově poemě Goblin Feet z roku 1915, v pozdějších pracích ze Středozemě je slovo goblin používáno jako synonymum pro orc, do češtiny překládané jako skřet, a to především postavami hobitů.
V pozdější fantasy se objevují zpravidla jako zlovolné plemeno malých bytostí příbuzných orkům. Často jsou překládáni jako skřeti a lze je například nalézt v stolních a počítačových hrách jako je Dungeons & Dragons, Warhammer nebo Warcraft, hodně se vyskytují ve sběratelské karetní hře Magic: The Gathering (jde o charakteristickou rasu pro červenou herní barvu). V těchto hrách typicky vystupují jako zlé, malé a slabé bytosti vynikající počtem a schopností se množit, většinou se zvláštními herními efekty, když zahynou (tak se často děje humorným způsobem, například se nechají vystřelit z katapultu coby munice, zahynou při manipulaci s výbušninami, jsou použiti jako světlice či jako jídlo nebo dopravní prostředek). Goblini se také vyskytují v knihách o Harrym Potterovi, zde je však jejich charakter oproti mainstreamu značně odlišný: v sérii Harry Potter nejsou skřeti zlí a hloupí, jsou zde čestní a inteligentní, hrdí a svobodomyslní, zruční řemeslníci a spolehliví bankéři a notáři. Jméno Goblin nese dále mnoho antagonistů v komiksech o Spider-manovi, nejznámější jsou Green Goblin, Hobgoblin a New Goblin.
Mezi díla kde se objevují tyto folklórní bytosti a mají jejich jméno přímo v názvu patří tato:
- Ghosts 'n Goblins -japonská plošinovka, 1985
- Gobliiins - adventura z roku 1991 s třemi pokračováními
- Goblin – televizní horor, 2010
- Goblin Commander: Unleash the Horde - realtimová strategie, 2003
- Goblins - Life Through Their Eyes – internetový komiks vycházející z Dungeons & Dragons
- The Goblin Quest – série amerického spisovatele Jima C. Hinese

## Hobgoblin
Hobgoblin je bytost podobná goblinovi, její jméno je vytvořeno přidáním slova hob, které označuje domácí ohniště či domácího ducha. V Tolkienově Hobitovi i pozdějším fantasy toto slovo často označuje větší a silnější variantu goblina.